# Велино-Село (Республика Сербская)
Велино-Село (серб. Велино Село / Velino Selo) — посёлок в общине Биелина Республики Сербской Боснии и Герцеговины. Население составляет 370 человек по переписи 2013 года.

## Известные уроженцы
- Радивое Томанич (1949 — 2011), генерал Армии Республики Сербской, командир 2-го Краинского корпуса[4].